# Modèle de Romer

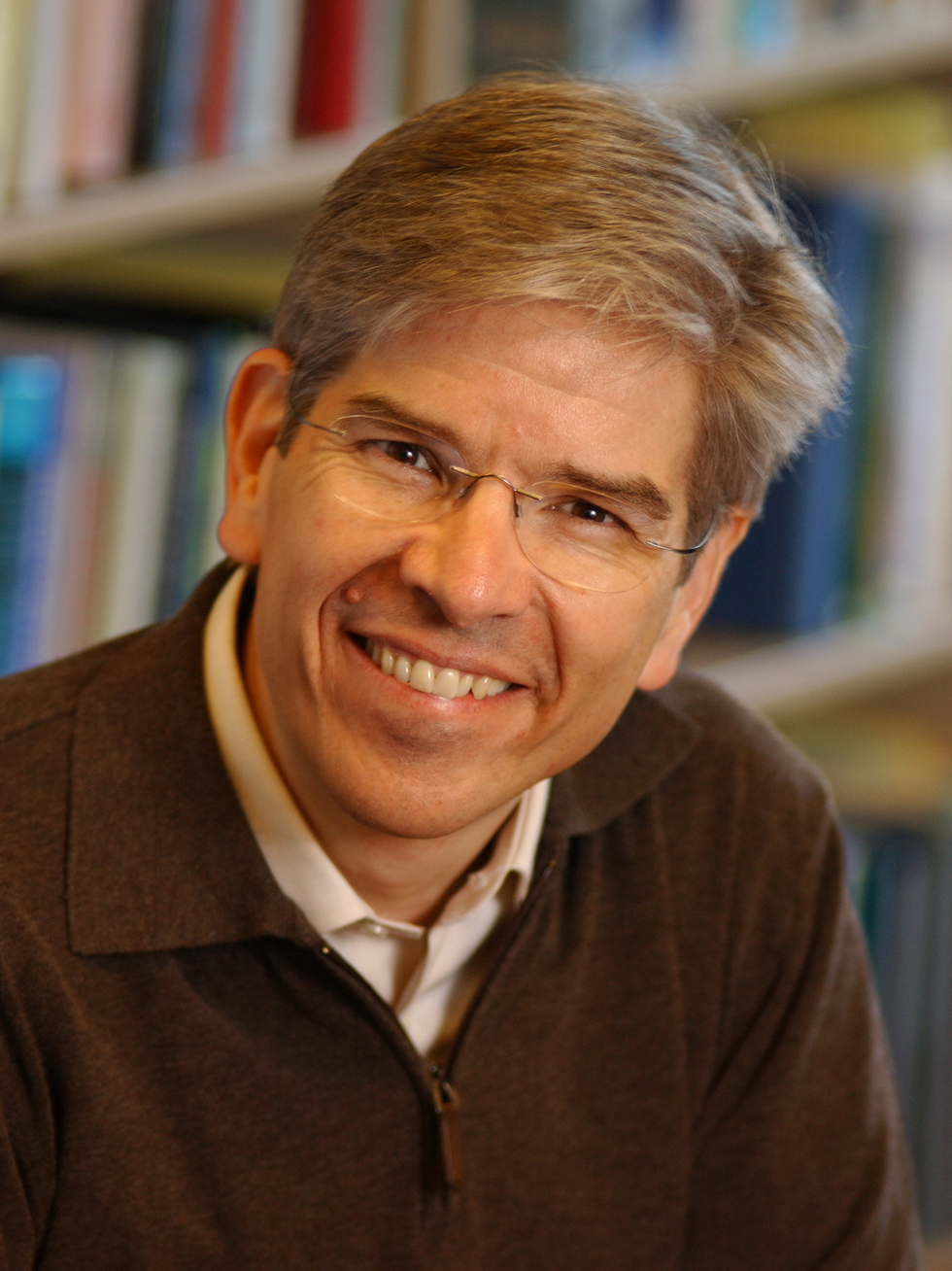
photo de Paul Romer (2005)

Le modèle de Romer est un modèle de croissance économique qui explique la croissance économique par l'existence d'externalités, d'effets de débordement de l'activité économique d'un agent sur les autres, qui favorisent la productivité de tous.
Il appartient à la théorie de la croissance endogène. Créé par Paul Romer en 1986, il fait partie des premières tentatives d'explication endogène de la croissance. Ce modèle appartient à l'école de la nouvelle économie classique.

## Histoire
Le modèle de Romer est, selon Pierre Dockès, « le premier modèle de croissance endogène stricto sensu ». Son objectif est de fonder microéconomiquement une explication macroéconomique de la croissance, en internalisant (en rendant interne au modèle) les facteurs de croissance. 
Il est suivi, au sein de la nouvelle école classique, par le modèle de Lucas, qui met l'accent sur le capital humain, puis par le modèle de Barro, qui met en avant la croissance due à la dépense en infrastructures.

## Postulats

### Externalités
Les entreprises sont considérées comme bénéficiant d'externalités positives de connaissance, de savoir. Ce knowledge spillover signifie qu'elles se trouvent indirectement en synergie avec les développements technologies réalisés par les autres entreprises. Cela pousse toutes les entreprises qui en bénéficient à renouveler leurs processus de production.
Les externalités ont deux sources. La première est le capital physique, du fait de la complémentarité entre l'activité et la firme (la construction de chemins de fer exige une industrie sidérurgique). La seconde est la diffusion de la connaissance : il y a un apprentissage par la pratique au niveau de chaque firme, favorisée par une circulation des connaissances.

### Accumulation du capital
L'accumulation du capital joue un rôle important. Chaque investissement produit deux effets : d'abord, il augmente le stock de capital de l'entreprise ; ensuite, il augmente le niveau de connaissances technologiques disponible gratuitement pour toutes les entreprises, par l'effet du spillover. En liant l'investissement aux externalités technologiques, Romer endogénéise la croissance.

## Formalisation
Dans le modèle de Romer, l'économie comporte N entreprises identiques, qui opèrent en concurrence pure et parfaite. Elles produisent avec un capital de k, et des travailleurs l. Elles bénéficient des externalités technologiques A.
La fonction de production des entreprises est une fonction de production Cobb-Douglas au niveau de l'entreprise i, à l'instant t :
{\displaystyle Y_{i}t=A_{t}tK_{i}^{a}tL^{1}-a_{i}t}
Où A est le progrès technique, endogène, fonction de l'accumulation du capital de toutes les firmes N :
{\displaystyle A=(N.k)}

## Enseignements

### Intervention de l’État
En prenant en compte l'existence d'externalités, le modèle permet d'appréhender la possibilité que le rendement social d'un investissement en capital productif puisse être supérieur au rendement individuel d'un tel investissement. Or, le rendement social étant supérieur au rendement de la firme qui investit, l'intervention de l'État est justifiée pour inciter les entreprises à investir davantage. Le calcul d'optimisation privé permet alors de profiter à la société tout entière.

### Piège de la pauvreté
Le modèle explique aussi pourquoi certaines entreprises sont prises du piège du développement et n'en sortent jamais. Les conditions initiales dans laquelle se trouve l'économie a un rôle déterminant sur sa trajectoire de long terme. Si la pauvreté même d'un pays empêche ses firmes de bénéficier d'externalités, alors sa croissance est enrayée.